# 한성교통 (울산)
한성교통(韓城交通)은 울산광역시에 위치한 시내버스 운수업체이다. 본래의 사명은 남진여객자동차이었으나, 2002년에 현재와 같이 변경하였다. 울산여객, 남성여객, 유진버스와 동일한 계열사이다.

## 운행 노선
- 122번 : 꽃바위 ~ 모화
- 215번 : 덕하공영차고지 ~ 농소공영차고지
- 217번 : 농소공영차고지 ~ 명촌차고지
- 226번 : 농소공영차고지 ~ 장생포
- 432번 : 율리공영차고지 ~ 부영1단지
- 462번 : 농소공영차고지 ~ 율리공영차고지
- 482번 : 농소공영차고지 ~ 율리공영차고지
- 711번 : 명촌차고지 ~ 꽃바위
- 716번 : 태화강역 ~ 장생포
- 731번 : 방어진공영차고지 ~ 명촌차고지
- 1224번 : 농소공영차고지 ~ 노포역
- 순환11 : 명촌차고지~이예로~명촌차고지
- 순환12 :명촌차고지~이예로~명촌차고지
- 순환21 : 명촌차고지~공업탑~명촌차고지
- 순환22 : 명촌차고지~공업탑~명촌차고지

## 보유 차량
현대자동차
- 현대 그린시티
- 현대 뉴 슈퍼 에어로시티
- 현대 저상 뉴 슈퍼 에어로시티
- 현대 블루시티 일반형
- 현대 블루시티 저상형
- 현대 일렉시티 전기 2세대, 수소전기 1, 2세대
- 현대 유니버스 스페이스 엘레강스
- 현대 뉴 프리미엄 유니버스 엘레강스

## 사진

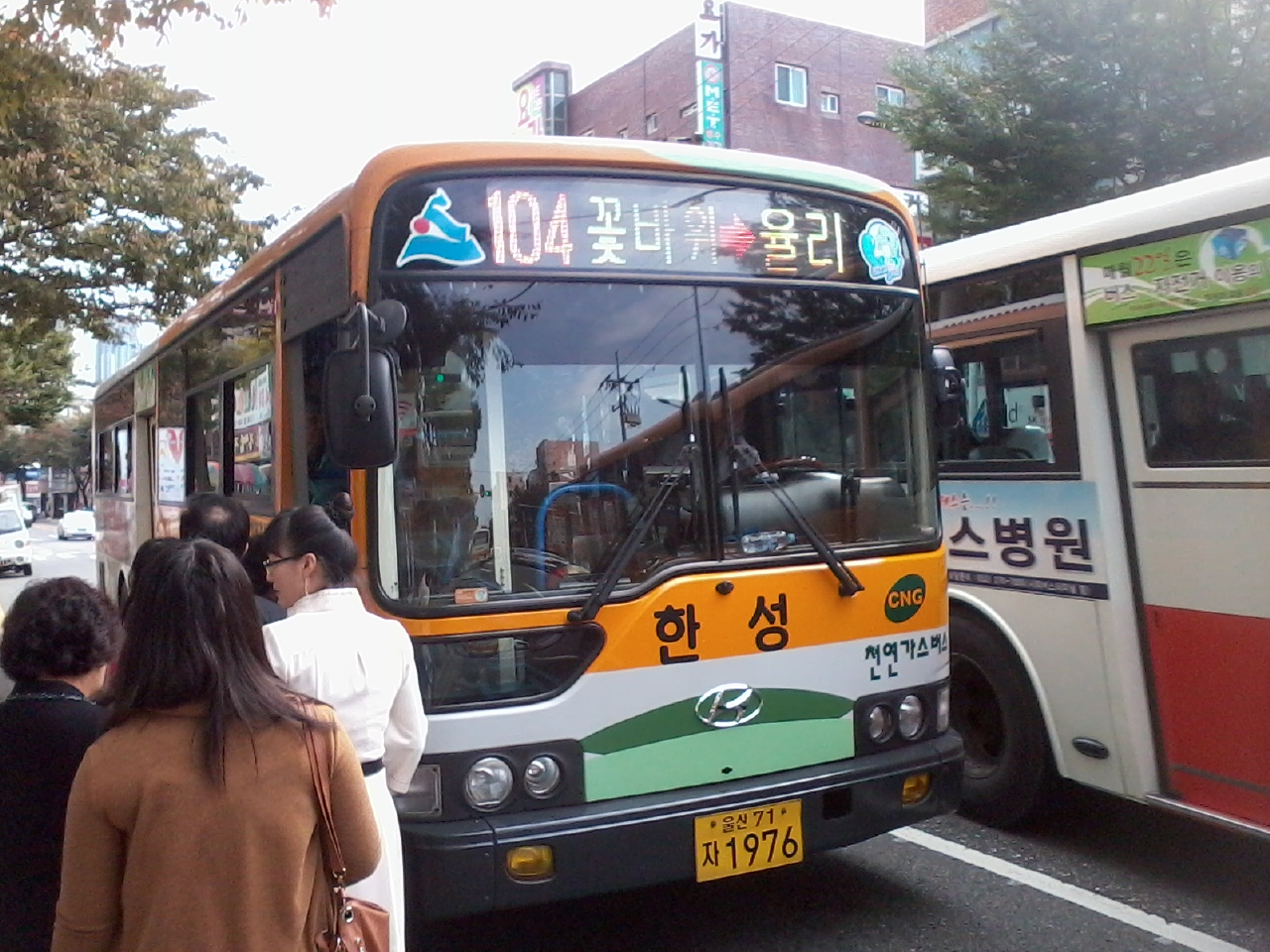
울산시내버스 104번 (대차 전)
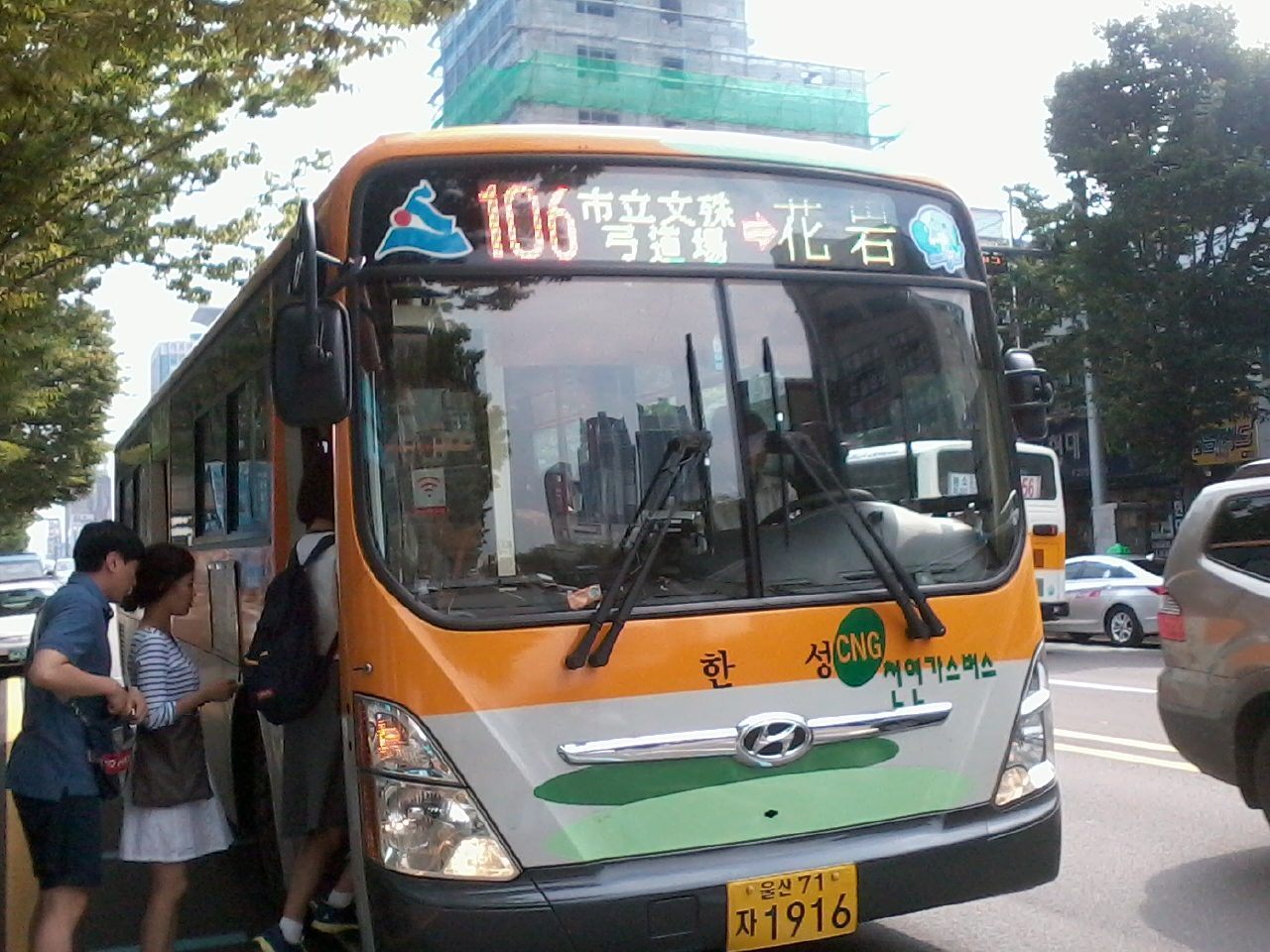
울산시내버스 106번 (대차 전)
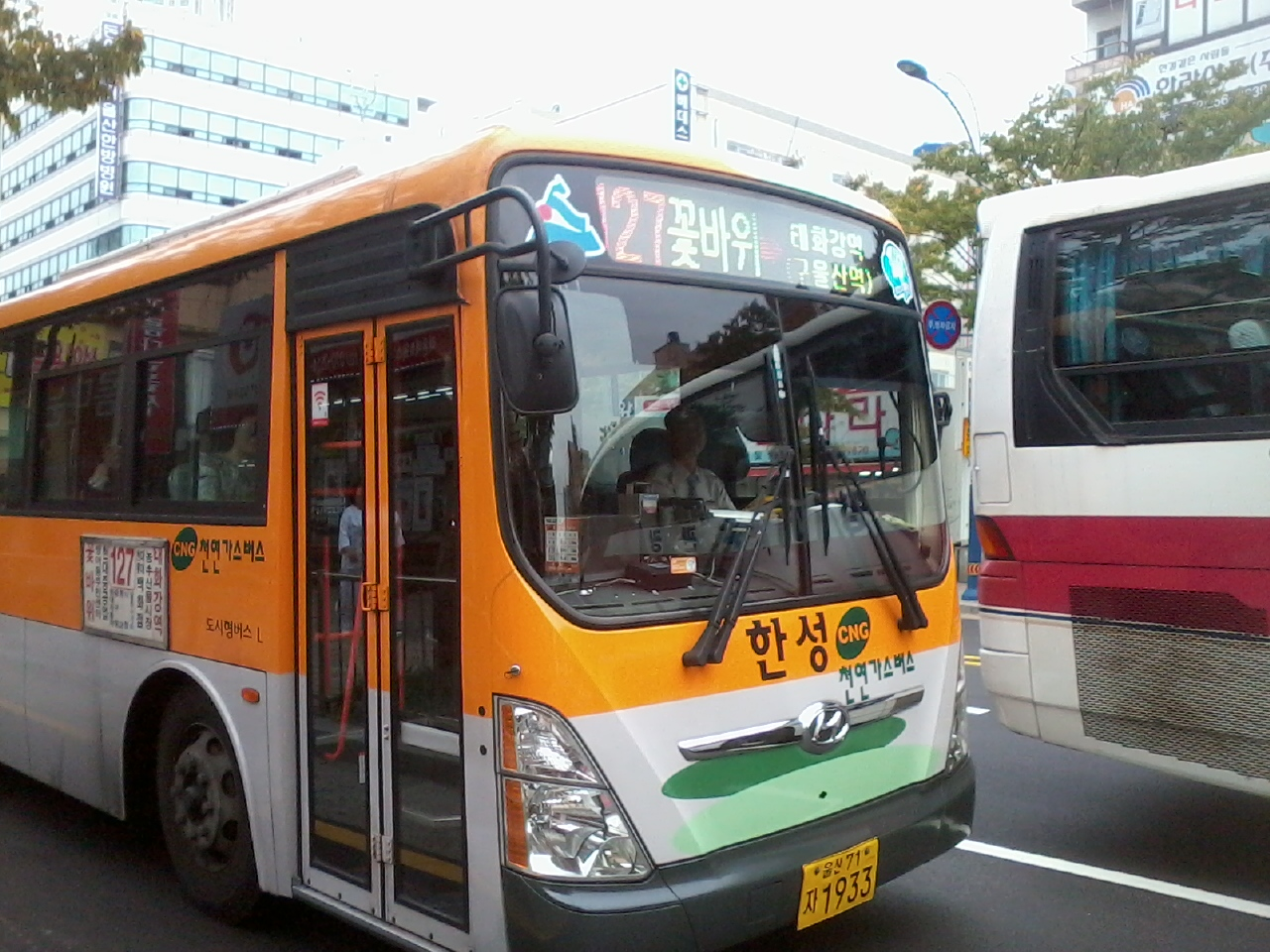
울산시내버스 127번 (대차 전)
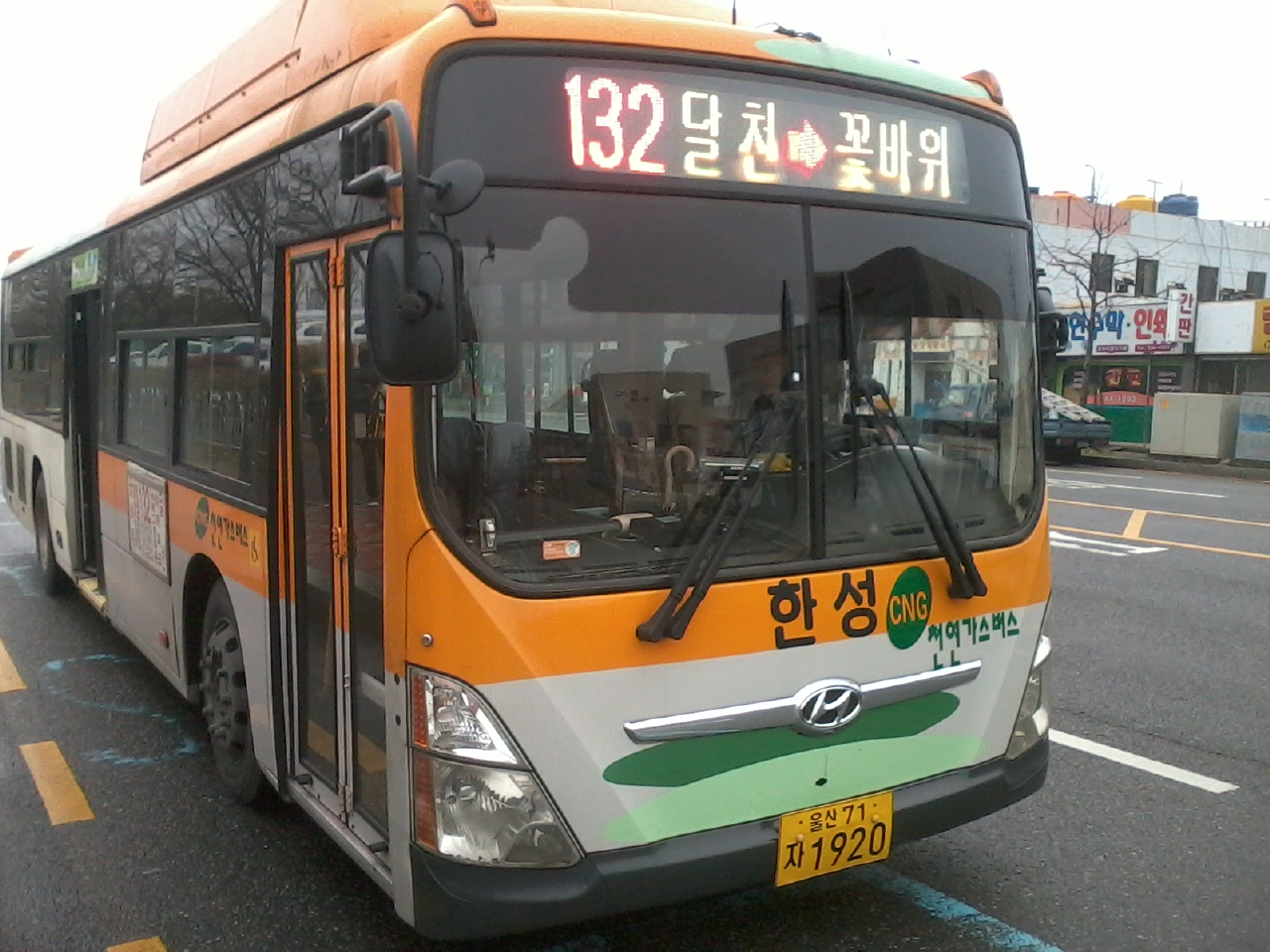
울산시내버스 132번 (대차 전)
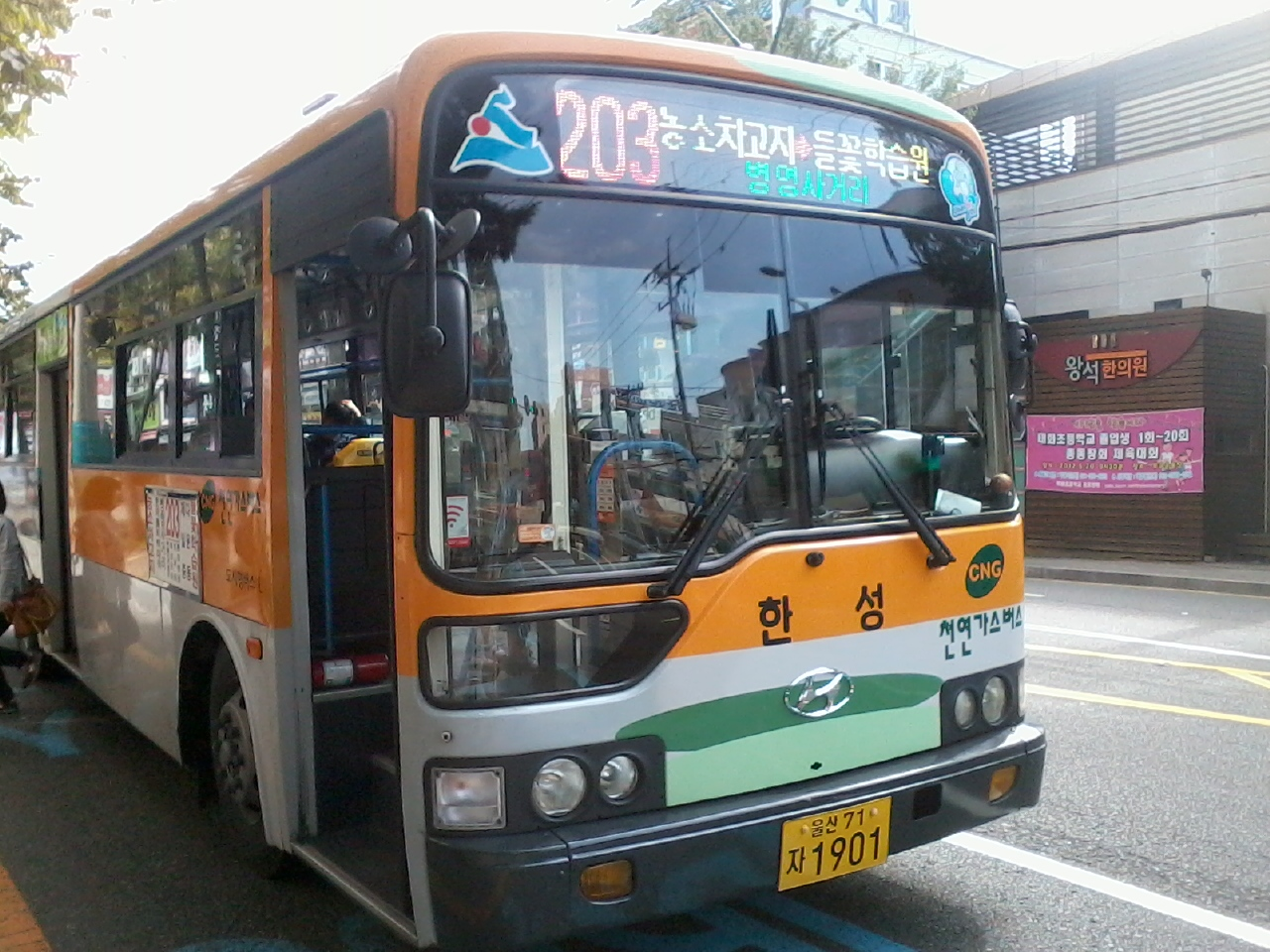
울산시내버스 203번 (대차 전)
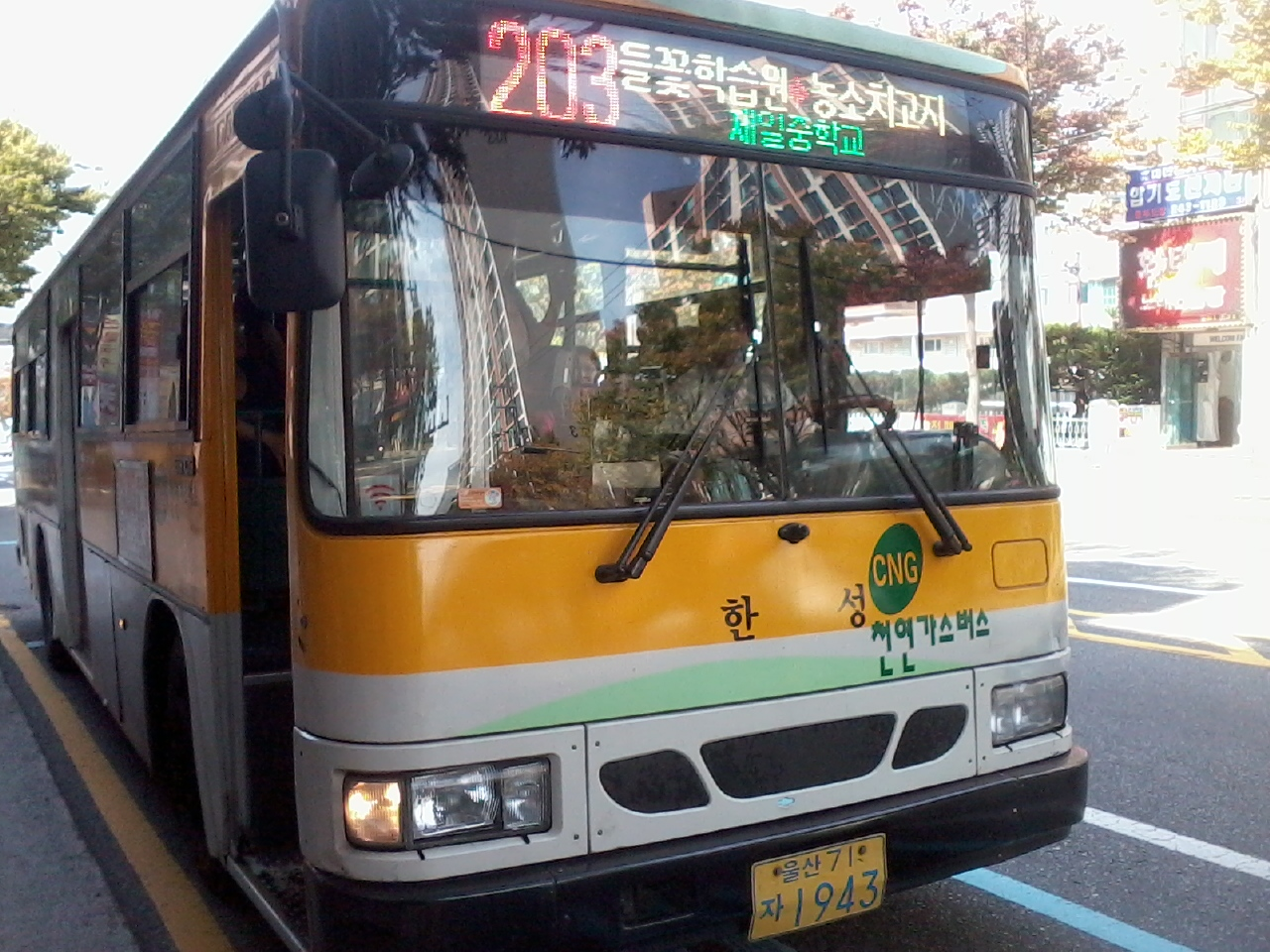
울산시내버스 203번 (대차 전)
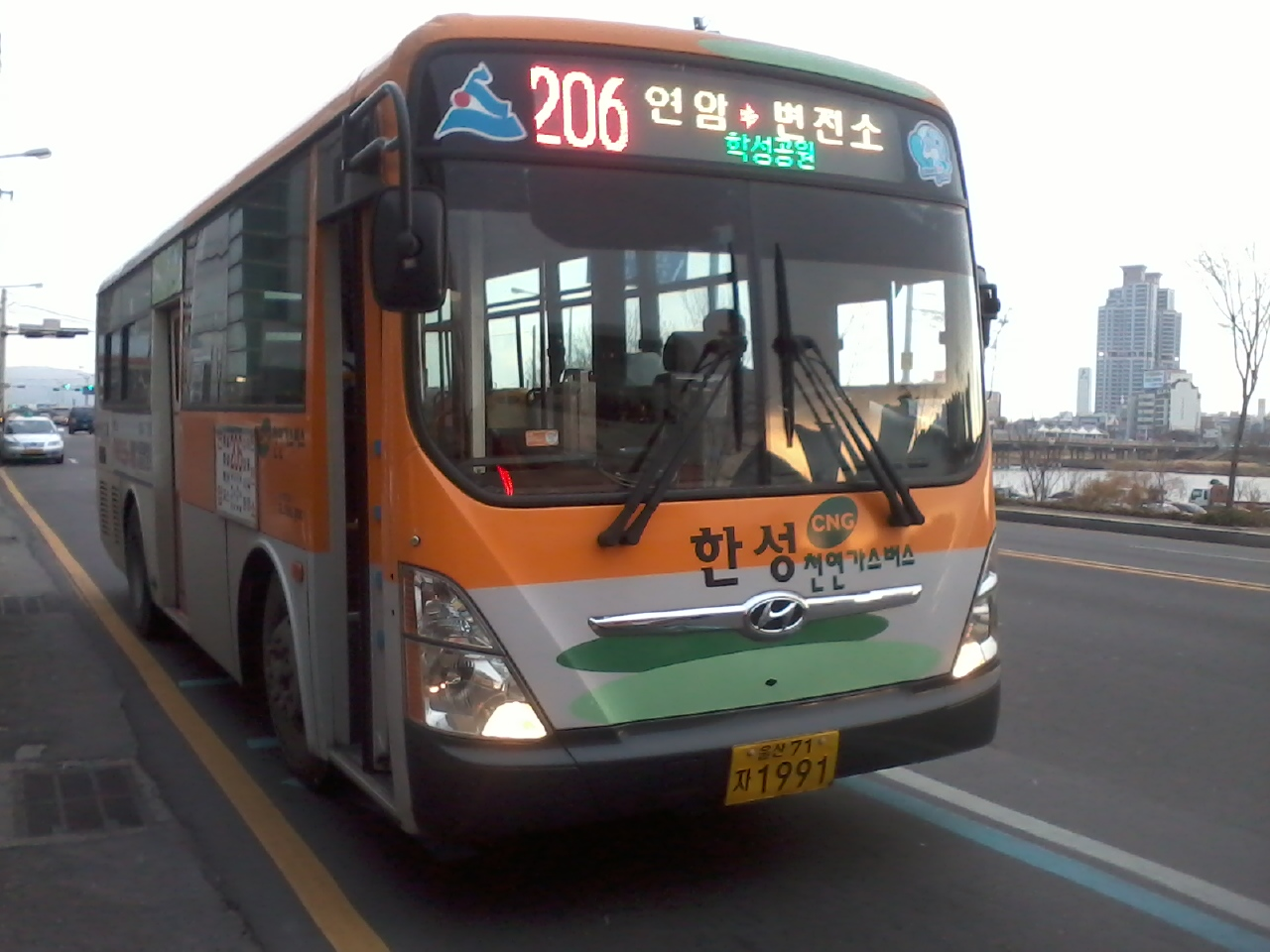
울산시내버스 206번 (대차 전)
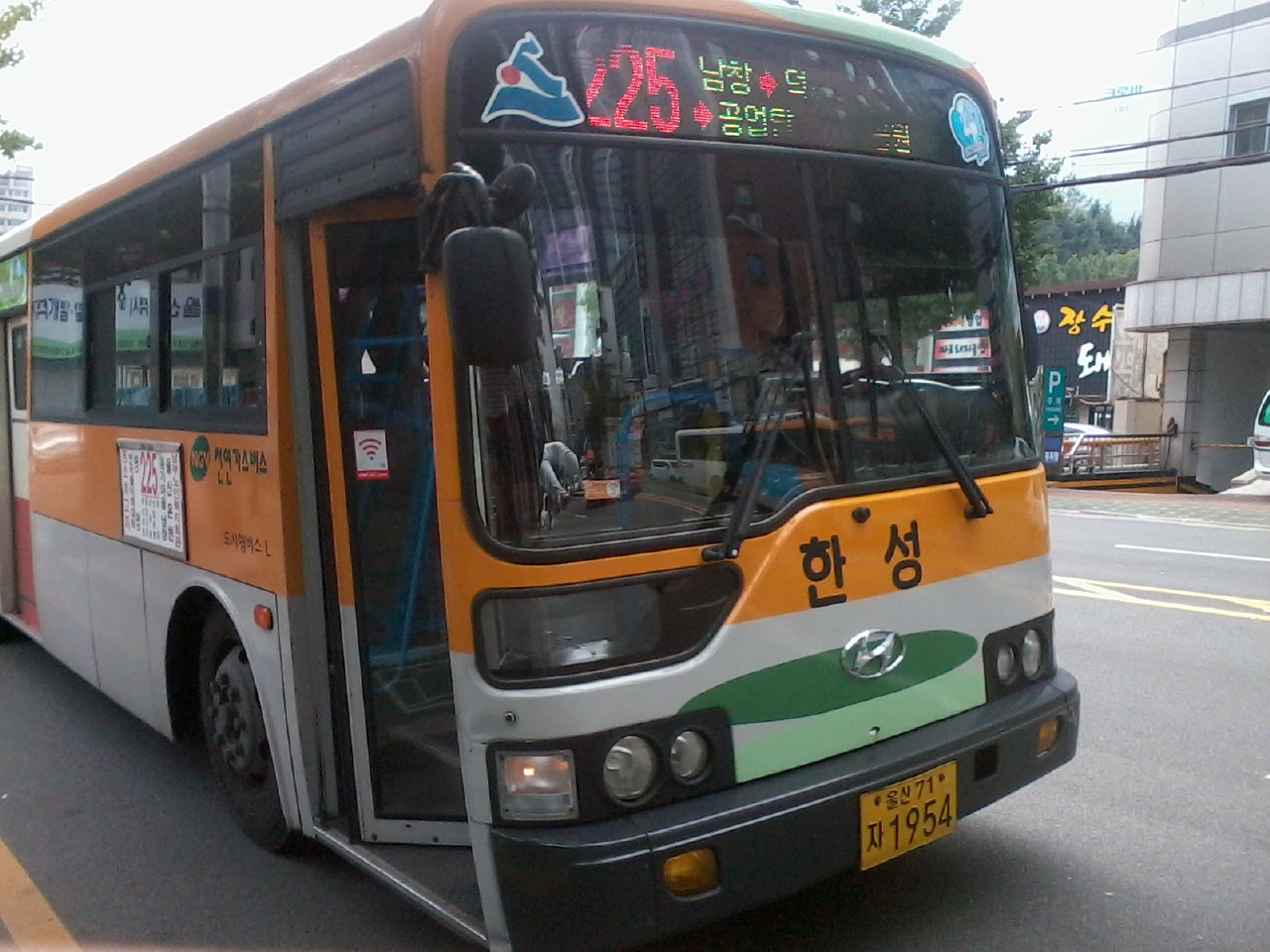
울산시내버스 225번 (대차 전)
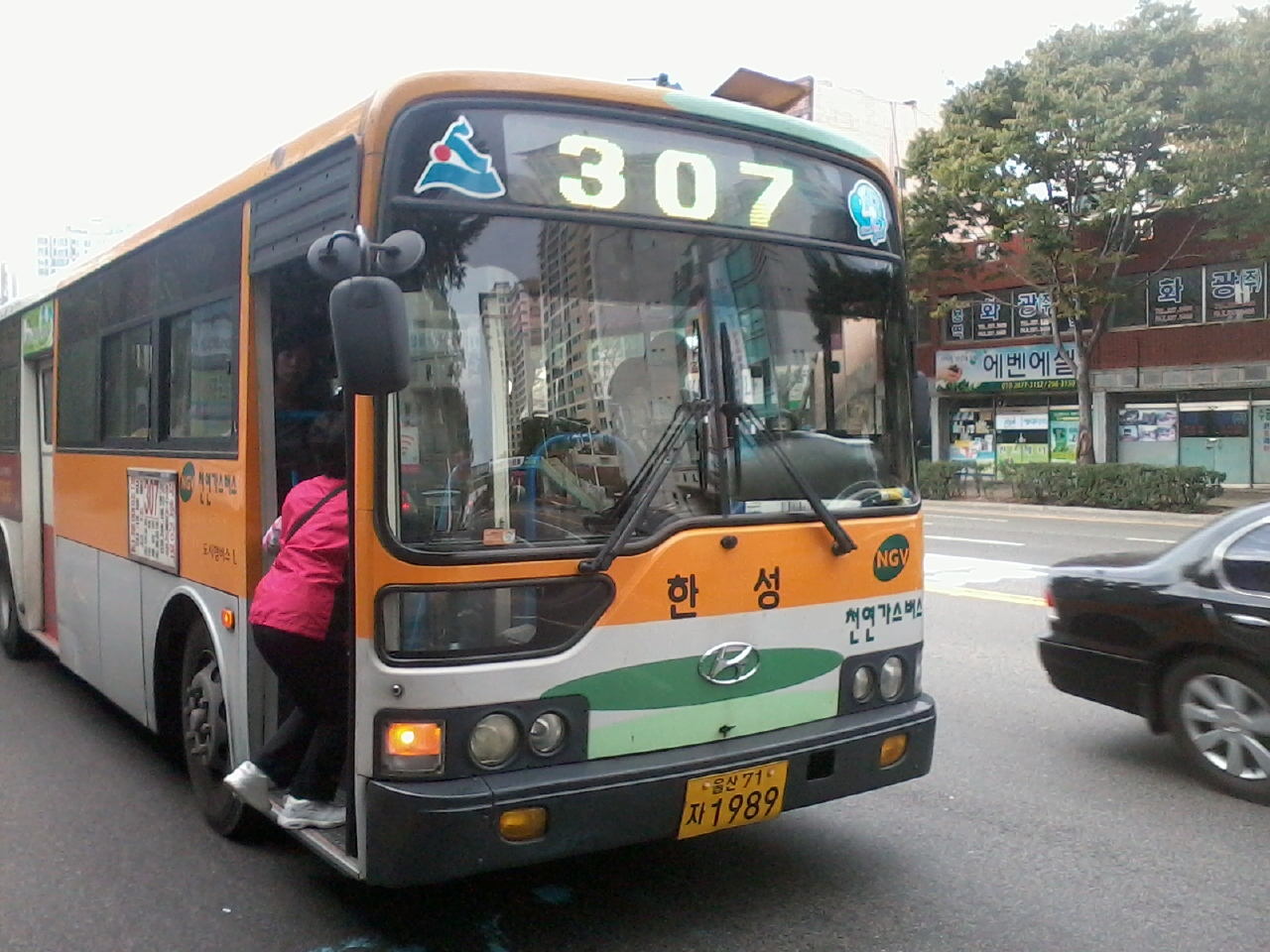
울산시내버스 307번 (대차전)
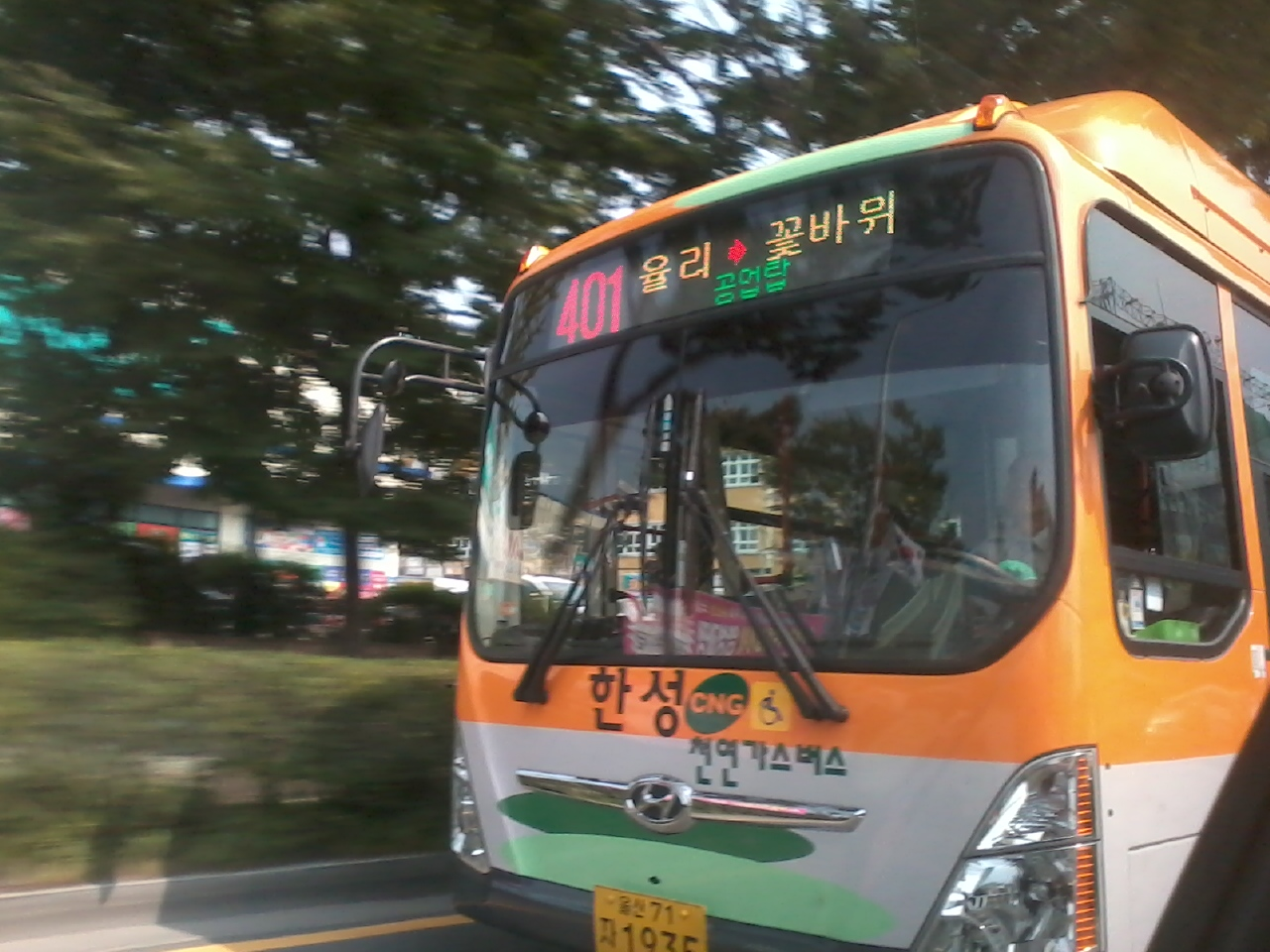
울산시내버스 401번
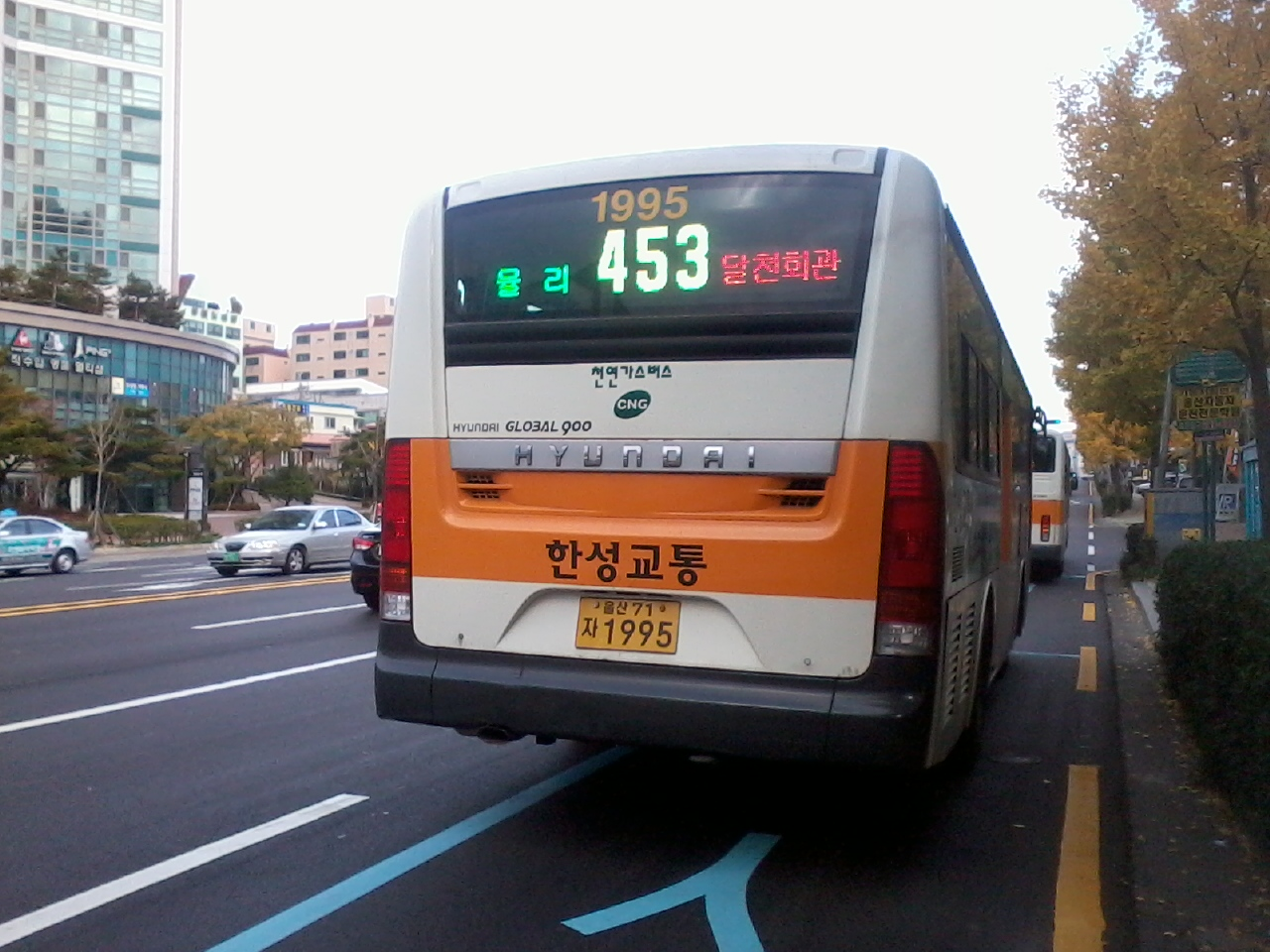
울산시내버스 453번 (대차 전)
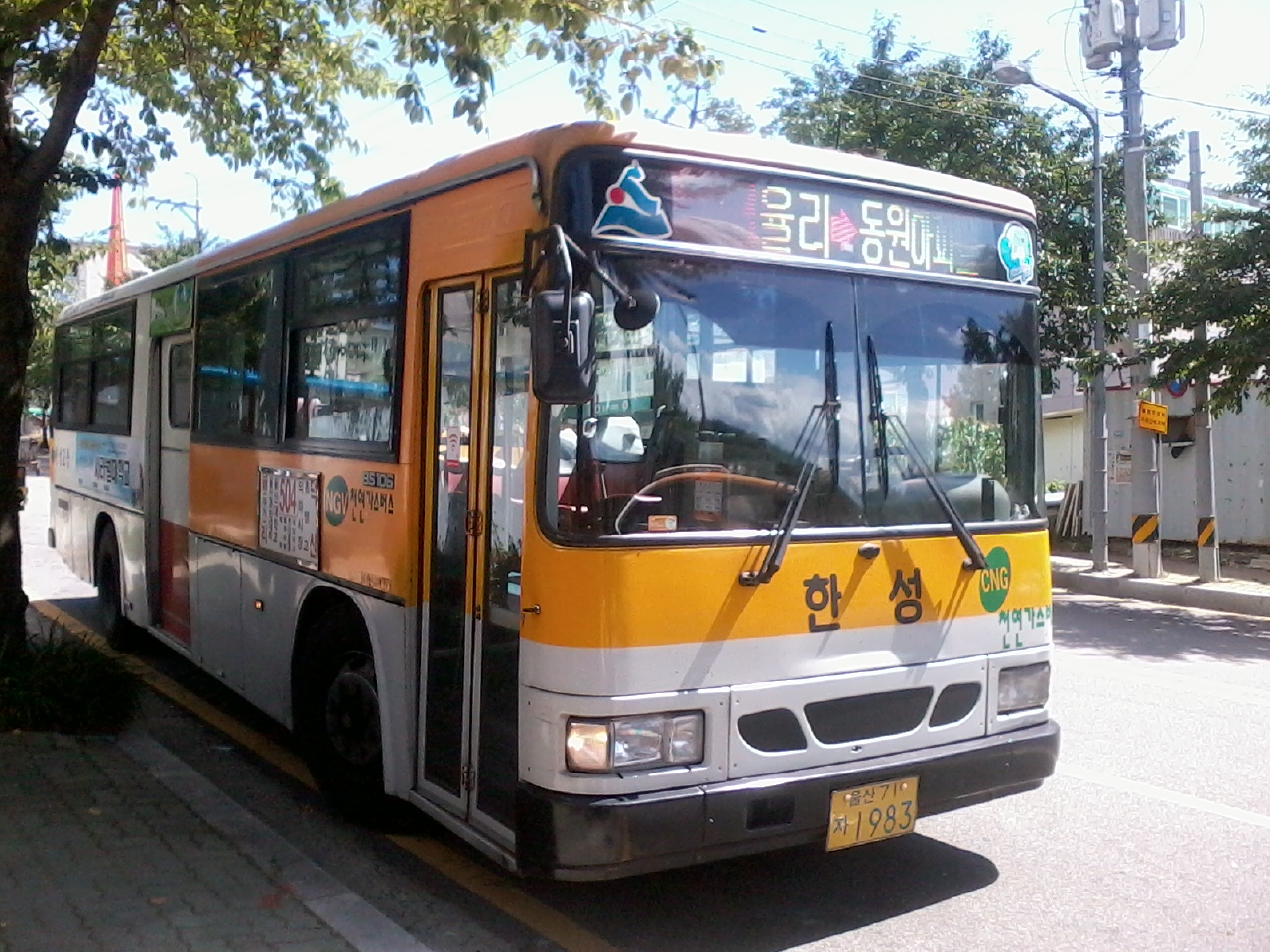
울산시내버스 504번 (대차 전)
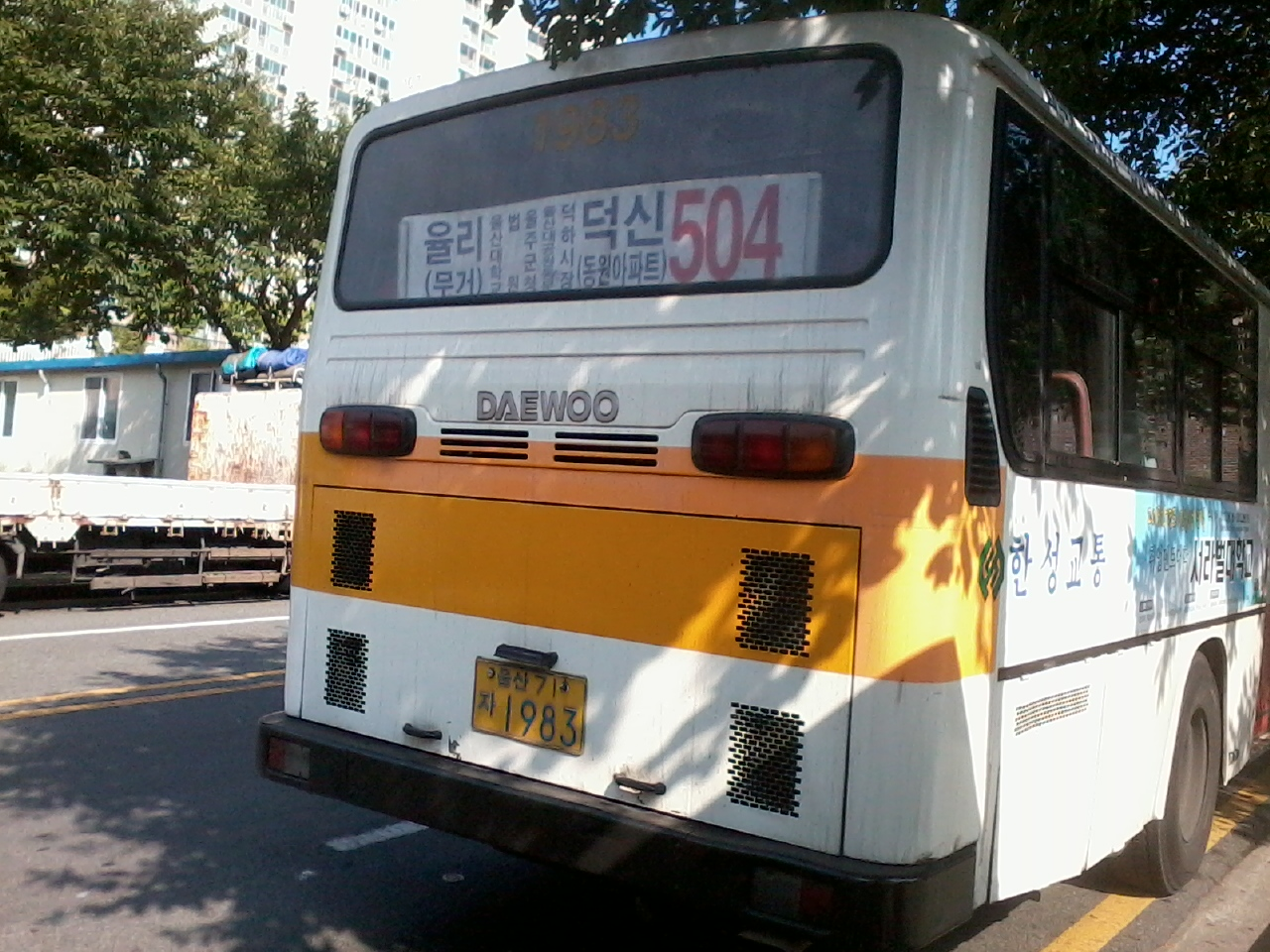
울산시내버스 504번 (대차 전)
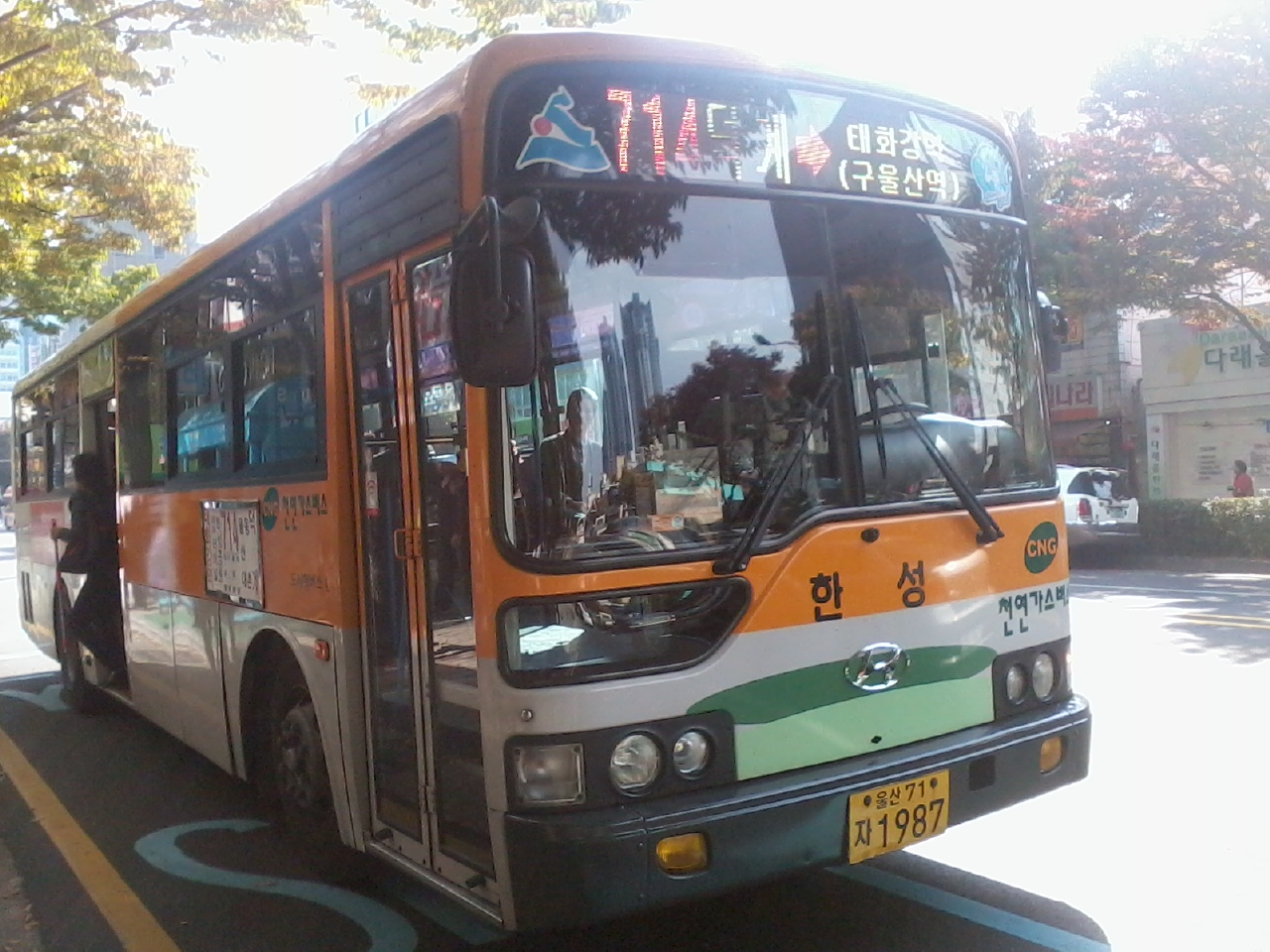
울산시내버스 714번 (대차 전)
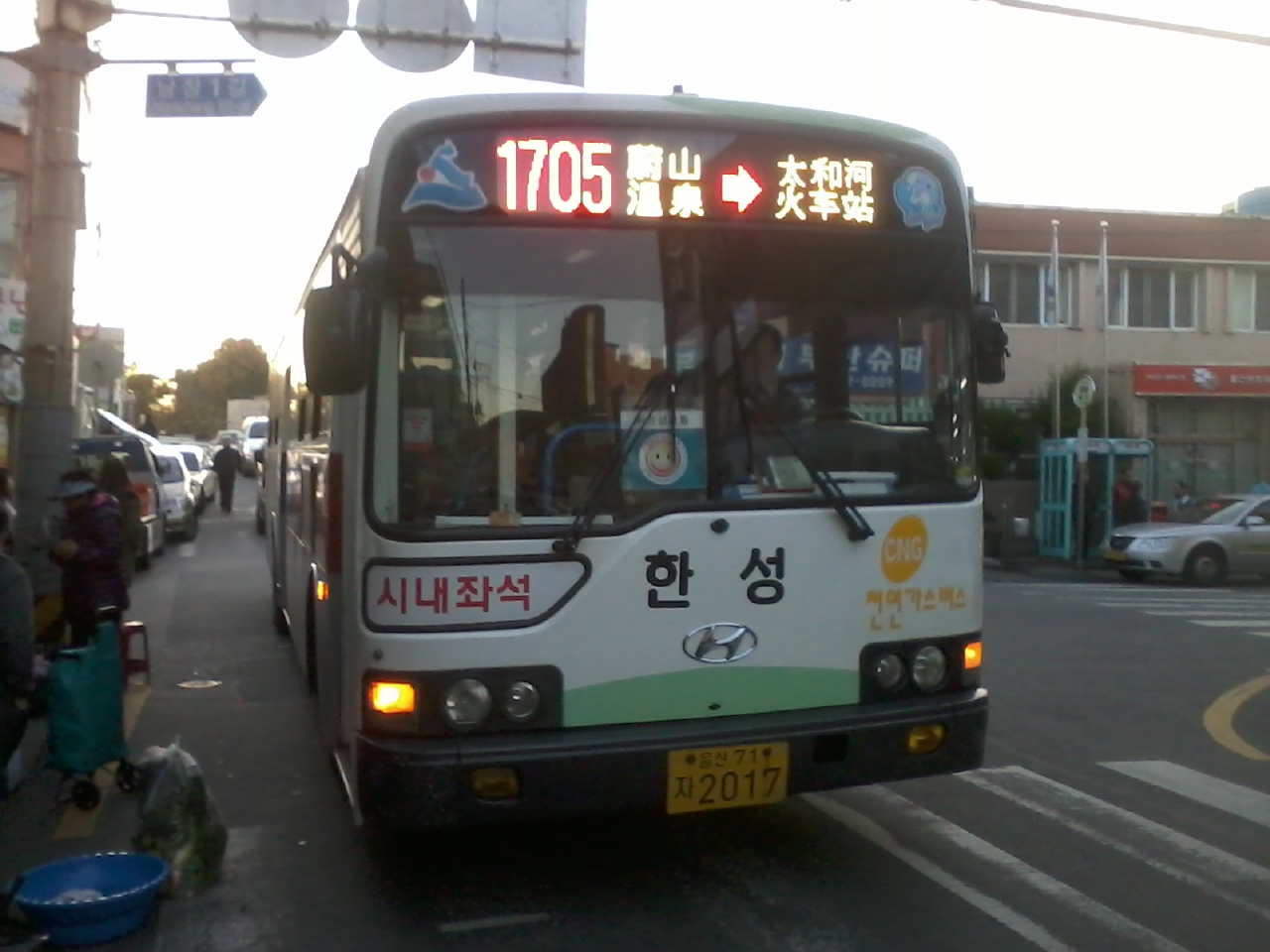
울산시내버스 1705번(2014년 10월 5일부로 705번으로 변경) (대차 전)